# Trying to Get Arrested
Trying to Get Arrested è un cortometraggio del 1909 diretto da David W. Griffith che lo ha anche sceneggiato insieme a Mack Sennett adattandolo da The Cop and the Anthem, una storia di O. Henry pubblicata nel suo The Four Million del 1903. Il film venne interpretato da John R. Cumpson, Florence Lawrence e Anita Hendrie. Fu prodotto dall'American Mutoscope and Biograph Company che lo distribuì nelle sale il 5 aprile 1909.

## Trama
Un vagabondo cerca di farsi arrestare così potrà dormire in un bel carcere caldo.

## Produzione
Venne prodotto dalla American Mutoscope and Biograph Company e girato nel New Jersey a Palisades.

## Distribuzione
Il copyright del film, richiesto dall'American Mutoscope and Biograph Co., fu registrato il 31 marzo 1909 con il numero H125118.
Distribuito dalla American Mutoscope and Biograph Company, il film - un cortometraggio di circa quattro minuti - uscì in sala negli Stati Uniti il 5 aprile 1909.
Nelle proiezioni, veniva programmato con il sistema dello split reel, accorpato in un'unica bobina con un altro cortometraggio prodotto dalla Biograph, The Road to the Heart.
Non si conoscono copie ancora esistenti della pellicola che viene considerata presumibilmente perduta.